# Bibliothèque Lathrop
La bibliothèque Lathrop est l'une des nombreuses bibliothèques de l'université Stanford en Californie. C'est la bibliothèque actuelle de premier cycle; elle abrite la bibliothèque de l'Asie de l'Est. Elle  fait partie du réseau des bibliothèques de l'université Stanford, qui a ouvert ses portes le 15 septembre 2014  et abrite des collections et des services autrefois situés à la bibliothèque J.-Henry-Meyer (en), démolie en 2015. La bibliothèque est située dans un édifice rénové, anciennement occupé par l'école supérieure de commerce de Stanford. La bibliothèque Lathrop est nommée en l'honneur de Jane Lathrop Stanford, cofondatrice de l'université Stanford avec son mari, Leland Stanford.

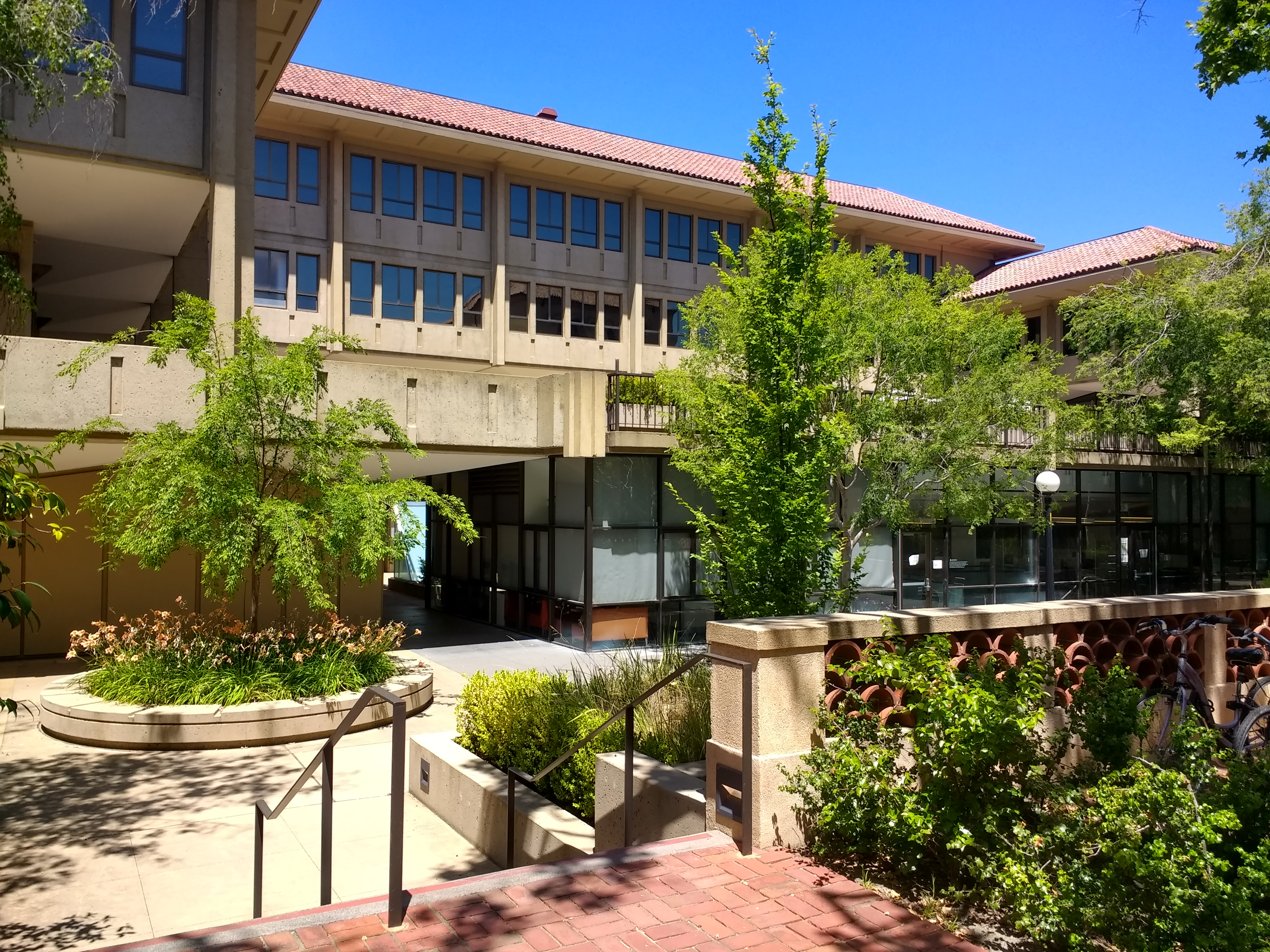
Bibliothèque Lathrop, cour intérieure.